# Dorothy Strachey
Dorothy Strachey, conosciuta come Dorothy Bussy (29 luglio 1865 – 1º marzo 1960), è stata una scrittrice e traduttrice britannica.

## Biografia
Figlia dell'ufficiale Richard Strachey e dell'attivista Jane Maria Strachey, ha compiuto gli studi al collegio fondato da Marie Souvestre prima a Fontainebleau e in seguito a Wimbledon.
Sposatasi nel 1903 con il pittore Simon Bussy, ha vissuto tra la Francia e l'Inghilterra ed è stata vicina al Bloomsbury Group (che contava tra i suoi membri il fratello Lytton Strachey) e ha tradotto in inglese André Gide.
Nel 1949 ha pubblicato in forma anonima il suo unico romanzo, Olivia, storia in parte autobiografica di un amore segreto tra una giovane allieva e la sua insegnante all'interno di un collegio francese. Divenuto nel tempo un classico della letteratura lesbica è stato trasposto nell'omonima pellicola due anni dopo per la regia di Jacqueline Audry.

## Opere (parziale)

### Romanzi
- Olivia (1949)
  - Milano, Edizioni dell'Orsa Maggiore, 1950 traduzione di Alpha
  - Torino, Einaudi, 1959 traduzione di Carlo Fruttero
  - Milano, Baldini & Castoldi, 2001 traduzione di Carlo Fruttero ISBN 88-8490-005-0.
  - Milano, Astoria, 2024 traduzione di Carlo Fruttero ISBN 978-88-332-1176-3.

### Raccolte di racconti
- Fifty Nursery Rhymes (1951)

## Adattamenti cinematografici
- Olivia, regia di Jacqueline Audry (1951)